# Alejo de Guzmán-Pacheco y Manrique de Zúñiga
Alejo de Guzmán-Pacheco y Manrique de Zúñiga (Madrid, ?–Minaya, 16 d'octubre de 1734) fou un noble castellà, IV comte de Fontanar.
Membre del llinatge dels Zúñiga, era fill de Melchor de Guzmán de Manrique de Zúñiga i de Teresa Benavides y Pacheco, que fou comtessa de Fontanar. Alejo la succeí en el comtat, també ostentà els títols de marquès de la Vega i San Martín del Campo, a més de ser senyor de les viles de Gines i Minaya. Altrament, fou servidor a la cort de Madrid, exercí com a ministre del Consell d'Itàlia, Majordom i Gentilhome de Cambra dels reis Carles II i Felip V, a més de senyor de la clau daurada. Del darrer monarca assistí a la seva jura, en iniciar el seu regnat, a l'església dels jerònims el 8 de maig de 1701, seguidament fou un dels nobles escollits per servir al nou rei.
Casat el 15 d'octubre de 1690 amb Constanza Barradas y Bazán, dama de la reina Maria Anna d'Àustria i natural de Guadix. La parella sembla tingué descendència però tots els fills moriren de forma prematura. Es casà també amb Josefa Álvarez de las Albas, que quedà vídua, igualment sense descendència. Morí el 16 d'octubre de 1734 a Minaya, el seu cos fou sebollit a la capella major de la parròquia de Santiago de la mateixa localitat. Guzmán es trobà sense successió i a la seva mort es va iniciar un llarg plet per la successió que es va resoldre el 1735 en favor d'Ignacio Pimentel y Vigil de Quiñones, futur XI duc de Medina de Rioseco.